# Quake 4
Quake 4 is een first-person shooter, ontwikkeld door Raven Software in samenwerking met id Software. Het spel is een direct vervolg op Quake III Arena en was verkrijgbaar voor Windows, Mac OS, Linux en Xbox 360. Het spel is het vierde in een reeks wereldwijd bekende spellen, die door vele gamers gespeeld zijn. Het spel kwam in Europa uit op 21 oktober 2005.

## Verhaal
Vlak na het einde van Quake 2, nadat de Makron is gevallen, is er een laatste offensief van de Strogg (een Cyborg-ras dat de hoofdvijand is in Quake 2) en worden er militairen ingezet. Jij bent Matthew Kane, een Marinier van het zogenoemde 'Rhino-squad' die al eerder een oog heeft verloren bij de Strogg-invasie.
Het spel begint als een normale first person shooter. Maar naderhand word je door de Strogg gevangengenomen, om tot een Marinier van de vijand te worden gevormd. Op het laatste moment, vlak voordat je hersens worden gespoeld, word je gered door je team, zodoende heb je alle voordelen van een Strogg, zonder de nadelen. En het Slotoffensief begint naar de hoofdbasis en nieuwe Makron.

## Ontvangst
| Beoordeeld door      | Platform  | Datum            | Score |
| -------------------- | --------- | ---------------- | ----- |
| Game Chronicles      | Xbox 360  | 23 november 2005 | 89%   |
| 1UP                  | Windows   | 18 oktober 2005  | 80%   |
| AppleLinks.Com       | Macintosh | 29 mei 2006      | 80%   |
| Video Game Talk      | Xbox 360  | 8 december 2005  | 80%   |
| 2404.org PC Gaming   | Windows   | 2 december 2005  | 78%   |
| Armchair Empire, The | Xbox 360  | 29 december 2005 | 75%   |
| Extreme Gamer        | Xbox 360  | 18 november 2005 | 75%   |
| GameCell UK          | Xbox 360  | 2005             | 70%   |
| GameSpy              | Xbox 360  | 28 november 2005 | 60%   |
| Jeuxvideo.fr         | Xbox 360  | 16 december 2005 | 50%   |